# Anthodioctes radialis
Anthodioctes radialis är en biart som först beskrevs av Adolpho Ducke 1908.  Anthodioctes radialis ingår i släktet Anthodioctes och familjen buksamlarbin. Inga underarter finns listade i Catalogue of Life.